# Wilhelm Staudinger

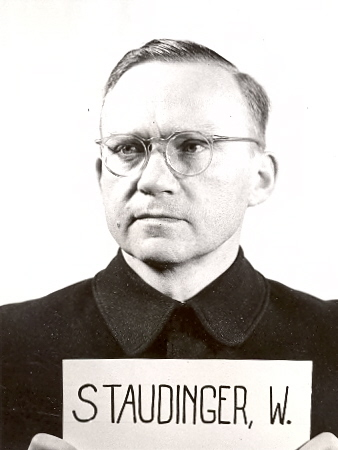
Wilhelm Staudinger als Zeuge bei den Nürnberger Prozessen, 1947

Wilhelm Staudinger (* 4. Dezember 1902 in München; † nach 1974) war ein deutscher Parteifunktionär (NSDAP).

## Leben und Wirken
In seiner Jugend besuchte Staudinger nacheinander eine Münchener Volksschule (1907 bis 1912), die Maria-Theresia-Kreisrealsschule (1912 bis 1919), die Luitpold-Oberrealschule (1919 bis 1921) und die Oberrealschule III in München (1921 bis 1922), die er mit der Reifeprüfung verließ. Anschließend arbeitete er von 1922 bis 1924 bei der Münchener Rückversicherungs-Gesellschaft. Nebenbei studierte er an der Universität München Volkswirtschaft, Geographie und Philosophie. Während dieser Zeit trat Staudinger im April 1922 erstmals in die NSDAP ein (Mitgliedsnummer 5.301). Im September 1923 wurde er außerdem Mitglied des Bundes Oberland, mit dem er im November 1923 am gescheiterten Hitler-Putsch in München teilnahm.
Nach seinem Weggang von der Münchener Rückversicherungs-Gesellschaft im Jahr 1924 studierte Staudinger Wirtschaftswissenschaften an der Technischen Hochschule München. Er schloss dieses Studium 1928 mit dem Diplom ab. Später promovierte er an derselben Hochschule noch mit einer Dissertation über die Verschuldung der Landwirtschaft zum Dr. rer. techn.
In den Jahren 1929 bis 1931 war Staudinger abwechselnd erwerbslos und in kurzfristigen Arbeitsverhältnissen beschäftigt, so als Schreibkraft in einer Drogerie und in der Landwirtschaft. 1931 lernte Staudinger, der im Dezember 1928 der NSDAP erneut beigetreten war (Mitgliedsnummer 108.007), den NS-Politiker Walther Darré kennen, der ihn in seinen Mitarbeiterstab im Agrarpolitischen Amt der NSDAP aufnahm, in dem er bis Ende 1933 tätig war.
Zum Jahreswechsel 1933/1934 wechselte Staudinger anlässlich der Gründung des Reichsnährstandes in das zu dieser Zeit neugegründete Stabsamt des Reichsbauernführers (i. e. Darré), dessen Aufgabe die ideologische Beratung des Bauernführers war. Im Stabsamt war er zunächst als Abteilungsleiter in der von Roland Schulze geleiteten Hauptabteilung C (Verlags- und Zeitungswesen, Werbung und Aufklärung) tätig. In dieser Eigenschaft war er für Bauerngeschichte, Bauernrecht und andere landwirtschaftliche und volkswirtschaftliche Sachen zuständig. 1936 wurde Staudinger zum Hauptabteilungsleiter befördert und mit der Leitung der Stabshauptabteilung E (Aufklärung) betraut.
Seit 1934 gehörte Staudinger außerdem der SS an (Mitgliedsnummer 268.365), in der er schließlich am 30. Januar 1938 zum SS-Standartenführer befördert wurde. Innerhalb der SS war er dem Rasse- und Siedlungshauptamt zugeteilt und amtierte als Verbindungsführer zwischen dem Rasse- und Siedlungshauptamt und dem SD-Hauptamt.
Von Ende 1939 bis zum Frühjahr 1942 gehörte Staudinger der Wehrmacht an, mit der er am Westfeldzug 1940, der Besetzung Frankreichs und dem Griechenlandfeldzug teilnahm.
Zum Ende des Zweiten Weltkriegs geriet Staudinger in alliierte Gefangenschaft. In der Folge wurde er im Rahmen der Nürnberger Prozesse als Zeuge vernommen.

## Schriften
- Die Verschuldung der deutschen Landwirtschaft unter besonderer Berücksichtigung der Verschuldungsstatistik, München 1937. (Dissertation)
- Die Landwirtschaft im deutschen Aufbauwerk, Berlin 1938.